# Cucumeropsis
Cucumeropsis é um género botânico pertencente à família Cucurbitaceae.

## Espécies
- Cucumeropsis edulis
- Cucumeropsis mannii

1. ↑  «Cucumeropsis — World Flora Online». www.worldfloraonline.org. Consultado em 19 de agosto de 2020